# Dimethylallylpyrophosphat
Dimethylallylpyrophosphat (kurz Dimethyl-Allyl-PP oder auch DMAPP, besser: Dimethylallyldiphosphat DMADP) ist ein Biomolekül, welches als Grundbaustein in der Terpenbiosynthese zu finden ist. Chemisch gesehen ist es ein Ester aus Prenol (einem Alkohol mit einer zusätzlichen C=C-Doppelbindung) und der Diphosphorsäure.
Es wird durch den Mevalonatbiosyntheseweg im Cytosol synthetisiert und entsteht im letzten Schritt durch die IPP-Isomerase aus Isopentenylpyrophosphat (IPP). Für das Mitwirken an der Entdeckung des Mevalonatbiosyntheseweges sowie des Cholesterinstoffwechsels erhielten 1964 Feodor Lynen und Konrad Bloch den Nobelpreis für Medizin.
In den letzten Jahren wurde ein zweiter Stoffwechselweg zum DMAPP und IPP entdeckt, der sogenannte MEP-Weg (Methylerythritolphosphatweg). Dieser Stoffwechselweg ist unter anderem in den pflanzlichen Plastiden und in Plasmodium falciparum (dem Erreger der Malaria) zu finden. Neben DMAPP entsteht auch IPP.
DMAPP und IPP sind die Ausgangssubstrate von ca. 30.000 bis jetzt bekannten Terpenen. Im menschlichen Körper sind DMAPP und IPP die Grundsubstrate der Biosynthese von Hormonen oder auch von Cholesterin.